# Interrogatio (muzyczna figura retoryczna)
Interrogatio (pytanie) – muzyczna figura retoryczna wyrażająca zapytanie.
Charakteryzuje się użyciem kadencji zawieszonej lub interwału wstępującego, często sekundy, po których może nastąpić pauza. Melodia kończy się dźwiękiem wyższym od tego, od którego się zaczęła.